# Sigrid Hupach

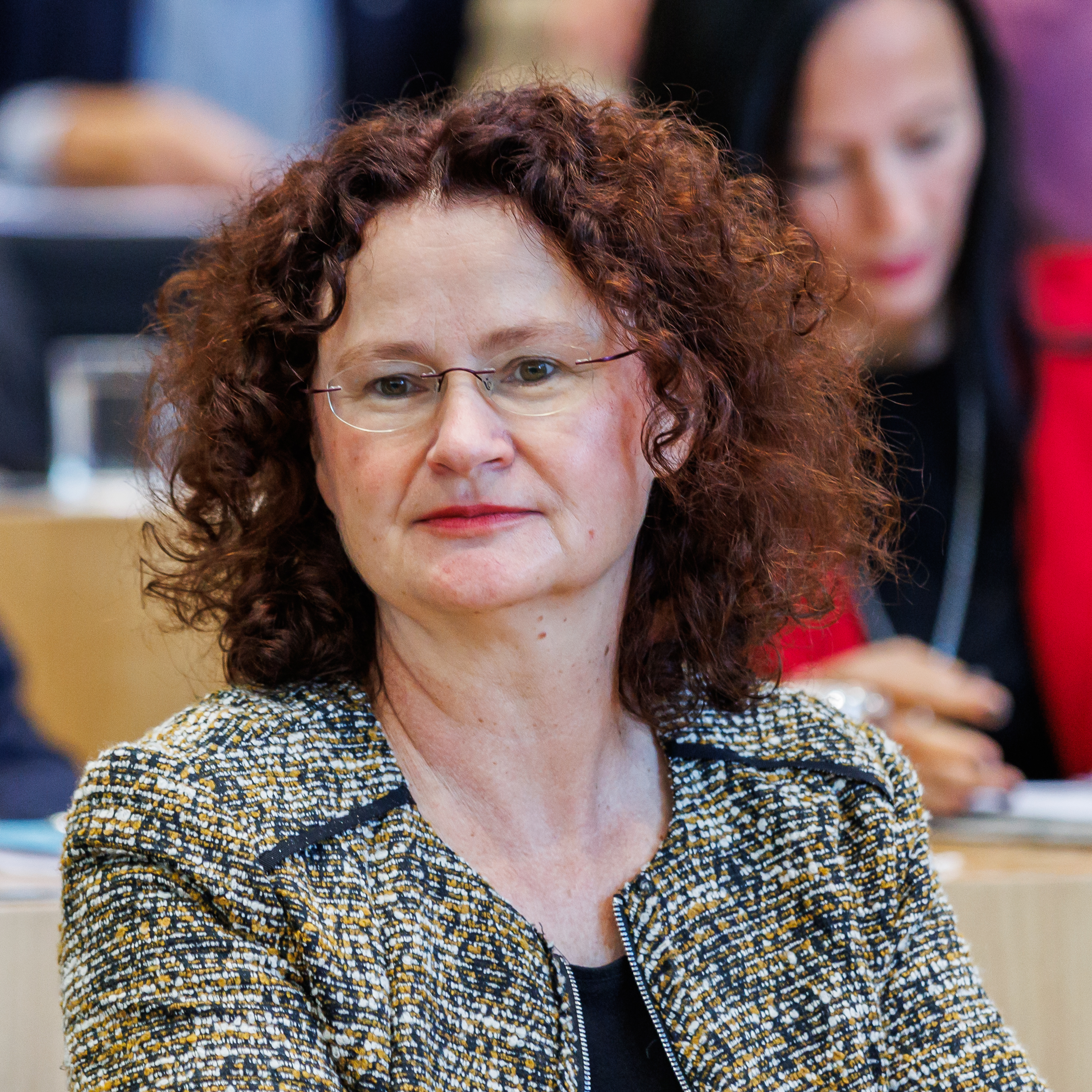
Hupach (2024)

Sigrid Hupach (* 9. September 1968 in Leinefelde) ist eine deutsche Politikerin (seit 2024 Bündnis Sahra Wagenknecht, davor Die Linke). Von 2013 bis 2017 war sie Mitglied des Deutschen Bundestages. Seit September 2024 ist sie für das BSW Mitglied des Thüringer Landtags.

## Leben
Sigrid Hupach absolvierte nach der Polytechnischen Oberschule Geschwister Scholl in Birkungen eine Ausbildung zur Facharbeiterin für Schreibtechnik. Sie war dann zunächst als Sekretärin und kaufmännische Angestellte tätig. Nach dem Besuch der Fachoberschule Wirtschaft in Mühlhausen 1993/1994 schloss sich von 1995 bis 2000 ein Studium der Architektur an der Fachhochschule Erfurt sowie ein Studium der Philosophie an der Georg-August-Universität an. Sie war dann freiberuflich tätig.
Aufgrund von Ermittlungen der Staatsanwaltschaft Erfurt wegen Unfallfluchtverdacht wurde ihre Immunität als Abgeordnete im März 2025 aufgehoben.
Hupach ist alleinerziehend und hat drei Söhne.

## Politik
Der Partei Die Linke gehörte sie ab 2007 an. Ab 2009 war sie Abgeordnete im Kreistag des Landkreises Eichsfeld. Seit November 2011 ist sie Landesvorstandsmitglied der Linken in Thüringen. Hupach war ab 2012 Wahlkreismitarbeiterin des Landtagsabgeordneten Jörg Kubitzki.
Bei der Bundestagswahl 2013 war Hupach Direktkandidatin im Bundestagswahlkreis Eichsfeld – Nordhausen – Unstrut-Hainich-Kreis I, wo sie deutlich gegen Manfred Grund (CDU) unterlag, zog jedoch aufgrund ihres Listenplatzes 5 auf der Landesliste Thüringen in den Bundestag ein. Hupach war eine von sieben Parlamentarischen Geschäftsführern der Linksfraktion im Deutschen Bundestag.
Zur Bundestagswahl 2017 kandidierte sie erfolglos im Bundestagswahlkreis Eisenach – Wartburgkreis – Unstrut-Hainich-Kreis. Da ihre Partei in Thüringen nur noch drei Mandate errang, verfehlte sie auch über die Landesliste der Linken, auf der sie wiederum auf Platz 5 kandidiert hatte, den Wiedereinzug in den Bundestag.
Im Januar 2024 wechselte sie zur neugegründeten Partei Bündnis Sahra Wagenknecht, bei der sie am 15. März 2024 zur stellvertretenden Landesvorsitzenden des Thüringer Landesverbandes gewählt wurde. Bei der Landtagswahl in Thüringen 2024 zog Hupach über die Landesliste des BSW in den Thüringer Landtag ein.